# Recommandation (terminologie)
Une recommandation, dans la terminologie de la langue française, est un conseil donné par un organisme de terminologie concernant l'usage d'un terme de la langue. L'application d'une recommandation n'est jamais obligatoire pour la (les) personne(s) qui reçoit(vent) la recommandation.
Ceci signifie que les organismes de terminologie émettent des recommandations.

## Introduction
Par exemple, l'Académie française peut émettre des recommandations sur des questions de langue en général, ou, dans le Dictionnaire de l'Académie française, des remarques normatives sur l'usage des mots de la langue française.
L'usage des mots et des expressions étant variable dans l'espace francophone, une recommandation ne peut avoir de caractère contraignant. Bien que la plupart des recommandations soient voisines entre les organismes de terminologie, il arrive que, malgré les efforts de coordination de ceux-ci, les recommandations divergent. Par exemple « basé sur » est toléré par l'OQLF (au Canada), mais est considéré comme à éviter par l'Académie française (en France), qui recommande « fondé sur ».
Concernant les emprunts lexicaux (aujourd'hui surtout des anglicismes), les recommandations des néologismes proposés par les organismes de terminologie (avec la participation souvent du public) pour les remplacer peuvent passer dans l'usage (informatique pour information technology, logiciel pour software,...), ou bien beaucoup plus difficilement, et quelquefois pas, et l'emprunt peut se franciser à la longue (paquebot issu de l'anglais packet-boat). Ce processus a été observé pour les italianismes après la Renaissance du XVIe siècle en France, surtout après la création de l'Académie française en 1635.
Plus généralement, une recommandation est un conseil donné par une personne ou un organisme à d'autres personnes ou organismes, au sujet de tout acte de la vie.

## Organismes de terminologie
Les organismes de terminologie sont souvent publics. Ils peuvent être créés pour aider d'autres organisations, souvent publiques ou créés par une autorité publique à choisir les bons mots, notamment dans des travaux de traduction.
Toutefois, le nombre d'organismes de terminologie varie en fonction des États : en 1977, le Canada compte au moins deux organismes de terminologie, la France au moins trois, la Belgique au moins un, le Luxembourg au moins deux, les organismes internationaux au moins trois.
Par exemple : Commission d'enrichissement de la langue française.
Ils peuvent publier leurs travaux sous forme de lexiques, contenant des listes de mots d'usage obligatoire ou recommandé.